# Satta cannibalorum
Satta cannibalorum là một loài nhện trong họ Lycosidae. Chúng được Pekka T. Lehtinen & Heikki Hippa miêu tả năm 1979, thường xuất hiện ở New Guinea.